# Match des champions 2010
Il Match des champions 2010 è la 6ª edizione del Match des champions.
Si è disputato il 2 ottobre 2010 tra i seguenti due club:
- Cholet, campione di Francia 2009-10
- Orléans Loiret, vincitore della Coppa di Francia 2009-10

## Finale
| Arbitri: | Bissang Jeanneau Gasperin |

| |            |                                                                                                |
| Causeur 20 | Punti      | 20 Curti                                                                                       |
| Mejía 6 | Assist     | 6 Reynolds                                                                                     |
| Falker, Robinson 8 | Rimbalzi   | 7 Moss                                                                                         |
| 5 Causeur• 6 Robinson• 7 Vebobe• 9 Mejía• 15 Avdalović 8 Houmounou• 11 Marquis• 12 Léonard• 13 Duport• 14 Falker• 16 Nelson• 17 Idoménée | Formazioni | 5 Sy• 7 Moss• 9 N'Doye• 10 Curti• 20 Reynolds 6 Hervé• 8 Lebrun• 11 Smith• 14 Bell• 15 Moerman |
| Erman Kunter | Allenatori | Philippe Hervé                                                                                 |